# Gérard Cogan
Pour les articles homonymes, voir Cogan.
Gérard Cogan, de son vrai nom Raymond Gérard Baulard, le 11 janvier 1919 dans le 14e arrondissement de Paris et mort le 20 mars 1994 à Courcôme, est un maquilleur de cinéma spécialisé dans les effets spéciaux, un peintre et un inventeur français.
Spécialiste des prothèses en matière plastique, il vieillit ou transforme les visages des comédiens pour des productions françaises et parfois américaines. Il est connu pour avoir réalisé le masque bleu-vert du criminel Fantômas, dessiné puis porté par Jean Marais dans les adaptations des années 1960.

## Biographie
Gérard Baulard, dit Gérard Cogan, est d'abord peintre à Montmartre à partir de l'entre-deux-guerres. Il peint notamment des quartiers parisiens. Selon ses dires, il parvient à vendre ses toiles au même prix — sinon plus cher — que Maurice Utrillo. Malgré la guerre, il vend une soixante de toiles. Il pratique ensuite la photographie et les appareils de cinéma.
Après la Seconde Guerre mondiale, il se tourne vers ce qu'il nomme « la sculpture animée », destinée aux effets spéciaux de cinéma. L'accès à cette industrie lui est d'abord difficile. Il travaille brièvement sur des décors. Afin de faire connaître ses talents de truqueurs, il réalise un court-métrage fantastique, intitulé Syncope, en 1951,. Il se fait enfin remarquer pour ses automates, en particulier un papillon articulé vu dans Les Belles de nuit,. Il montre à la télévision en 1966 l'automate d'une tête de bœuf destinée à parler dans un film fantastique. Bien qu'autodidacte, il est capable d'élaborer des mécaniques complexes pour ses automates. Inventeur touche-à-tout, il dépose en 1960 un brevet pour un appareil de massage.

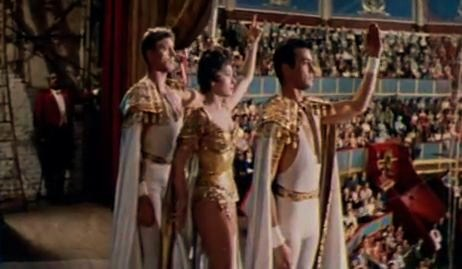
Gérard Cogan participe aux effets spéciaux du film Trapèze (1956), où il dissimule l'usage d'une acrobate doublure pour Gina Lollobrigida.

En travaillant le latex, il s'établit également comme le spécialiste des prothèses pour les acteurs, que ce soit des faux-nez, des bosses, ou des masques entiers. Pratiquement seul dans ce domaine à l'époque, il ainsi est régulièrement sollicité. Au fur et à mesure de sa carrière, améliorant son latex, il arriver à créer des prothèses de plus en plus fines, renforçant leur réalisme. Il se fait remarquer en appliquant un masque de Gina Lollobrigida sur le visage de l'acrobate doublure de la comédienne pour le film américain Trapèze (1956),. Il crée les prothèses faciales d'Anthony Quinn pour le rôle de Quasimodo dans Notre-Dame de Paris (1956),. Il s'amuse à la première du film en entendant, après la projection, une personnalité donner un avis élogieux sur le film avant d'ajouter « Malheureusement, pour Quasimodo, le maquillage est extraordinaire mais… cette perruque ! » — alors qu'il s'agit de la véritable chevelure du comédien. Il transforme en vieillard bossu Jean Marais dans Le Bossu (1959) d'André Hunebelle,,,,. Cogan invente un bébé mécanique, automate ultraréaliste, pour les besoins du film Le Chant du monde (1965), campant le nouveau-né du personnage de Catherine Deneuve. De cette création, Cogan entend en créer un jouet,. Il dépose plusieurs brevets pour ce poupon animé,,,.

Gérard Cogan conçoit le masque de Fantomas pour la trilogie d'André Hunebelle. Affiche japonaise de Fantomas contre Scotland Yard (1967).

Son travail le plus célèbre demeure la création des masques de la trilogie Fantomas d'André Hunebelle, succès populaire des années 1960,,,. Pour Fantomas (1964), il conçoit le masque bleu-vert du criminel, selon la légende dessiné par Jean Marais,,. Le même modèle est fabriqué sur mesure pour la « doublure » Christian Toma, qui partage l'écran avec Marais lorsque Fantomas et Fandor apparaissent ensemble. Cogan doit aussi élaborer différents masques et postiches pour toutes les identités adoptées par le criminel au cours des films,. Ces prothèses sont appliquées par le maquilleur René Daudin. De plus, Cogan applique un faux nez et décolle les oreilles de Louis de Funès pour une scène où Fantomas prend l'apparence de son personnage du commissaire Juve afin de le compromettre. Au fur et à mesure des tournages, Jean Marais est de plus en plus incommodé par la longueur des séances de maquillage requises, et le port des prothèses faciales en latex devient parfois invivable, en particulier sous la chaleur de Rome et du Vésuve dans Fantomas se déchaîne (1965),,,. Christian Toma raconte pour sa part que « la pose du masque vert, d'une matière translucide et fragile, n’était pas évidente et prenait du temps. Les journées étaient donc très longues. De plus, lorsque nous tournions, il n'était pas facile de s'exprimer distinctement sous ce masque, ce qui pouvait poser des problèmes de prise de son ». Également, Cogan met au point le gadget du troisième bras mécanique du commissaire Juve dans Fantomas se déchaîne. Du temps de Fantomas, son appartement et atelier, rempli de machines, se situe rue Raynouard à Paris,,,.
Cogan exprime toute sa créativité dans le film de science-fiction Barbarella (1968), livrant des accessoires mécaniques et des prothèses. Le réalisateur Roger Vadim disait d'ailleurs de l'inventeur : « C'est l'un des hommes le plus génial que j'ai rencontré ». Enfin pour Le Viager, dont l'action se déroule des années 1930 aux années 1970, Gérard Cogan fait vieillir plusieurs personnages à différents âges : il transforme notamment les acteurs Michel Serrault (qu'il dote aussi d'un faux nez), Michel Galabru, Odette Laure, Jean-Pierre Darras, Rosy Varte, Yves Robert, Claude Legros et Raoul Curet. 
Gérard Cogan se détourne ensuite du cinéma, probablement à cause d'une évolution des techniques ou de l'absence de films français nécessitant les effets spéciaux pratiques (en) qu'il savait réaliser. Ce revirement serait dû à une volonté de ne se consacrer à sa carrière d'ingénieur autodidacte, mais il perd toute sa fortune dans ses recherches, la création des prototypes, les brevets déposés, et ne réussit jamais à trouver de financiers pour lancer la fabrication industrielle de ses inventions. Il élabore notamment des prototypes d'engins nautiques qui n'intéressent aucun industriel. Il revient à nouveau à la peinture et meurt le 20 mars 1994 à Courcôme (Charente), à l'âge de soixante-quinze ans,.

## Filmographie
Note : À chaque générique, Gérard Cogan est crédité aux « Effets spéciaux » pour ses maquillages.
- 1954 : Destinées de Christian-Jaque
- 1955 : Les Carnets du major Thompson de Preston Sturges
- 1956 : Notre-Dame de Paris de Jean Delannoy
- 1956 : Gervaise de René Clément
- 1958 : Taxi, Roulotte et Corrida d’André Hunebelle
- 1960 : Le Bossu d'André Hunebelle
- 1964 : La Tulipe noire de Christian-Jaque
- 1964 : Fantomas d'André Hunebelle
- 1965 : Fantomas se déchaîne d'André Hunebelle
- 1967 : Fantomas contre Scotland Yard d'André Hunebelle
- 1968 : Le Tatoué de Denys de La Patellière
- 1968 : Barbarella de Roger Vadim
- 1972 : Le Viager de Pierre Tchernia